# 乾貴美子
乾 貴美子（いぬい きみこ、1975年〈昭和50年〉6月13日 - ）は、日本のタレント。東京都北区出身。立教大学文学部心理学科卒業。ニュースステーション（テレビ朝日）のお天気キャスターを務めた。『週刊朝日』のモデルとしてデビュー。

## 略歴
- 1994年（平成6年）頃、放送作家を目指し、テリー伊藤のロコモーション社に通う。『浅草橋ヤング洋品店』（テレビ東京）『まっ昼ま王!!』（テレビ朝日）などを担当していた。
- 1994年（平成6年）、『週刊朝日』（朝日新聞社（現朝日新聞出版））恒例の公募表紙モデルのひとりに選ばれる。同年に選ばれたのは膳場貴子など。
- 1996年（平成8年）4月から1999年（平成11年）10月まで、大学在学中に『ニュースステーション』（テレビ朝日）天気コーナーを担当。以後、テレビ・ラジオ・雑誌などで活動。
- 2003年（平成15年）にインディーズ系レコード会社社長の男性（当時34歳）と結婚。
- 2005年（平成17年）9月、妊娠6ヶ月である事を公表。2006年（平成18年）に、東京都内の病院で第1子（長女）を出産。
- 2006年（平成18年）7月、近視矯正の手術を受けたと『高田文夫のラジオビバリー昼ズ』（ニッポン放送）で公表。
- 2006年（平成18年）10月、第1回環境社会検定試験（eco検定）に合格。
- 2007年（平成19年）、ラッピングコーディネーターの資格を取得。
- 2007年（平成19年）、消費者力検定2級に合格。
- 2016年（平成28年）、第1期東京都子育て支援員として認定。

## 人物
- 学生時代からずっとショートカットだったが、長女を妊娠した時に「君島十和子風セレブママを目指し[2]」髪を伸ばし始め、4年間伸ばし続けて肩下20cm以上あるロングヘアになった。だが「医療用カツラを作るボランティア団体に提供するために[3]」髪をバッサリ切り[2]、以後はまたショートカットで定着している。
- 学生時代は『電気グルーヴのオールナイトニッポン』（ニッポン放送）の熱狂的なリスナーで、番組イベントに参加し、企画の罰ゲームで伊集院光のチン毛を採集して作った筆の「筆下ろし」をした。2023年2月18日の『オールナイトニッポン55周年記念 オールナイトニッポン55時間スペシャル』（ニッポン放送）での復活特番でも、このことを振り返った投稿メールを送っている。

## 出演

### テレビ
| NTV系列 - ブラブラ（中京テレビ） - WAKU★WAKU（同上） - ものスタ（テレビ東京） - なないろ日和!（テレビ東京） TBS系列 - さんまのSUPERからくりTV - ディスカバ!99 - フードバトルクラブ - みのもんたの朝ズバッ! フジテレビ系列 - 平成日本のよふけ - 1億3千万人のテレビ人間ドック!! - 笑う子犬の生活R - 笑う犬の冒険 - 情報プレゼンター とくダネ!-（火曜コーナー「淑女で行こう!」担当） - カンテーレ 美人化計画!ルーシーダットン - てれび博物館 それってホント!?（東海テレビ） テレビ朝日系列 - ニュースステーション - 天気予報担当 - 鶴瓶・草彅の夢中宣言「がんばります。」 - 素敵な宇宙船地球号 - 愛のエプロン2 - ほんパラ!関口堂書店 - タイムショック21 - ビートたけしのTVタックル - タモリ倶楽部 - 北野大のえーコロジー（青森朝日放送） - クイズ!紳助くん(ABC) | テレビ東京/BSジャパン - 10年後の未来予測～ITで日本はこう変わる - 芸術に恋して! - あっぱれ!日本一 - 給与明細 - 解決!クスリになるテレビ - ワールドビジネスサテライト - シナモン - 朝はビタミン - オーダーマニア NHK - いよっ!日本一 - すくすく子育て - 趣味悠々植物画の世界へようこそ ～ボタニカルアート入門～ - まる得マガジン増刊号 ※ラッピングコーディネーターの講師として - おーい、ニッポン -今日はとことん新潟県-（NHK - BS2） - クイズモンスター - ウィークエンドジョイ - 新・真夜中の王国 - BSアニメ夜話 - 水彩絵の具で描く 増山修のアニメ流風景スケッチ術（NHK教育テレビ） インターネットテレビ - MOVIEROAD（カミングスーンTV） |

その他
- アシックスファミリークラブ
- ベストセラーBOOK TV（BS11）
- 池波正太郎の江戸料理帳（時代劇専門チャンネル）

### ラジオ
- 伊集院光のOh!デカナイト（ニッポン放送）
- 電気グルーヴのオールナイトニッポン（ニッポン放送）
- 高田文夫のラジオビバリー昼ズ（ニッポン放送） - 2012年以降は水曜日アシスタント

## CM
- ハウス食品 「ピュアイン」シリーズ（ピュアインクッキー、ピュアインドリンク）
- 藤沢薬品工業 「エージーアイズ」「エージーノーズ」（2000年～2002年）
- 新生銀行 店頭用ビデオプロモーション
- 大日本印刷 「WORLD PC EXPO2003」
- シャディ 「シャディのお歳暮2005」

## 舞台
- 「プロパガンダ・デイドリーム」（KOKAMI@Network　鴻上尚史作・演出）
- 「シベリア超特急 00・7」（水野晴郎作・演出）

## 映画
- 「アナザヘヴン」2000年公開
- 「折り梅」2003年3月公開 井口昇監督東京国際ファンタスティック映画祭参加作品
- 「スピーカーマン　THE BOO」西村喜廣監督 ゆうばり国際ファンタスティック映画祭招待作品　※語りとしての出演
- 「星の国から孫ふたり」槙坪夛鶴子監督 2009年9月公開 あいち国際女性映画祭正式出品

## モデル
- 週刊朝日 1994年8月12日号
- SPA! 2002年4月9日号
- 『撮られた暁の女　松活妄想撮影所』2003年6月 松尾スズキ監督（扶桑社） - 『キッスで殺す女』の「口あずみ」役 ISBN 4594041035

## 雑誌連載
- MISS（世界文化社）『これ見まShow!』
- ミセス（文化出版局）『教えて!料理の基本』
- 日経エンタテインメント!『乾貴美子の「ラジオじゃ聴けない話」』
- 週刊宝石『乾貴美子の「劇場で会いまショー」』
- シアターガイド『わたしの今月』
- サイゾー 『ああ、なんてダメな人』
- FOCUS（新潮社）『買ってどうする』
- 週刊朝日 『ちゃきちゃきエンター映画館に行こう』
- Windows Start - 現：WindowsMode -（毎日コミュニケーションズ）『熱血ジサク☆ロード』
- an（学生援護会）『はじめてのアルバイト』
- てんとう虫（UCカード）『乾貴美子の拍手喝采』
- Top Stage（東京ニュース通信社）『乾貴美子の観劇記」
- 笑芸人（白夜書房）『乾貴美子の養女になりたい!』

## 著書
- 乾貴美子のがんばらないで最短キレイ! ルーシーダットン（2006年9月、自由国民社）ISBN 4426750091

## DVD
- アナザヘヴン（2000年、ポニーキャニオン）
- 恋する幼虫（2004年、キングレコード）
- 満漢全席（2003年11月、バンダイビジュアル）